# Ust-Kataw
Ust-Kataw (russisch Усть-Катав) ist eine russische Stadt mit 23.580 Einwohnern (Stand 14. Oktober 2010) im mittleren Ural, in der Oblast Tscheljabinsk.

## Beschreibung

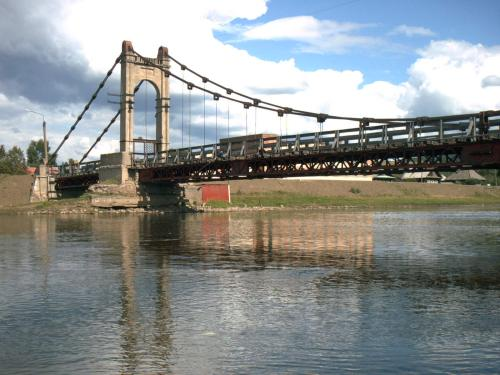
Ust-Kataw, Brjansker Brücke

Die Stadt liegt etwa auf halbem Weg zwischen den Metropolen Ufa diesseits und Tscheljabinsk jenseits des Ural, auf der europäischen Seite der Kontinentalgrenze. Die Stadt wurde 1758 gegründet. Ust-Kataw besteht aus einer Altstadt in einem Tal rund um den Kataw-Stausee, drei neueren, Mikrorajon 1 bis Mikrorajon 3 genannten Stadtteilen und einigen Vororten, vormaligen Dörfern.
Ust-Kataw ist nicht reich an herausragender Architektur. Malerisch wirkt die von Bergen und Wäldern des Ural umringte Altstadt, vor allem am Seeufer, während die drei von einem Bergrücken verdeckten neueren Mikrorajons im weniger ansprechenden sowjetischen Plattenbau-Stil errichtet wurden. Bei Ust-Kataw fließt der Fluss Kataw in den größeren Jurjusan, einen Nebenfluss der Ufa.

## Geschichte
Die Stadt wurde 1758 im Rahmen der örtlichen Eisenerzgewinnung gegründet, da der Zusammenfluss von Kataw und Jurjusan hierzu eine gute Möglichkeit bot. In der Anfangszeit bestand die Siedlung aus einer Mühle, einem Sägewerk und etwas später einer Stahlhütte. Die örtliche Eisenproduktion erlangte im 19. Jahrhundert internationale Bedeutung und wurde 1862 auf der Londoner Industrieausstellung präsentiert. Auch eine Pfarrei entstand in dieser Zeit, die bis 1920 in der beginnenden Sowjetepoche existierte und im neuen Russland wiederbelebt wurde. 1889 wurde der Ort an das russische Eisenbahnnetz angeschlossen.
1917 übernahm ein örtlicher Arbeiter- und Soldatenrat die Macht im Ort. 1939 wohnten hier bereits 13.000 Menschen. Im Zweiten Weltkrieg stieg die Bedeutung der Stadt als Ort industrieller Produktion und in der Nachkriegszeit begann die Produktion von Straßenbahnen, die Ust-Kataw in ganz Russland bekannt machen sollte. In der Sowjetzeit wurden bis auf in und für Leningrad produzierte LM-Typen und RWS-Typen (am bekanntesten RWS-6) aus Riga (Rishskij wagonostroitjelnyj sawod) die mit Abstand meisten Straßenbahnen des Landes hier gefertigt, allein über 13.000 KTM-5. Daneben wurden Teile von Raketentriebwerken für die russische Raumfahrt produziert. 1952 entstand das Haus der Kultur, 1979 das neue Wohnviertel der Mikrorajons, in dem heute die Mehrheit der Bevölkerung lebt. 1980 wurde der Staudamm gebaut, der den heutigen Charakter des Ortes entscheidend prägte (Entstehung des heutigen Stausees).

### Bevölkerungsentwicklung
| Jahr | Einwohner |
| ---- | --------- |
| 1939 | 13.032    |
| 1959 | 23.133    |
| 1970 | 23.438    |
| 1979 | 24.521    |
| 1989 | 31.218    |
| 2002 | 25.898    |
| 2010 | 23.580    |

Anmerkung: Volkszählungsdaten

## Wirtschaft und Verkehr
Ust-Kataw spielt eine russlandweit wichtige Rolle beim Straßenbahn-Bau, die dortige Kirow-Waggonfabrik war jahrelang der einzige Straßenbahnproduzent des Landes. Auch werden industriell Raketenteile für die russische Raumfahrt und das Militär in der Stadt produziert. Landwirtschaftlich spielen vor allem die Tierhaltung (insbesondere Kühe, Ziegen) und der Anbau von Weizen und Sonnenblumen in Stadt und Umland eine große Rolle.
Ust-Kataw liegt unweit der Fernstraße M5, einer der wichtigsten russischen Ost-West-Achsen, die von Moskau über Samara, Ufa und Tscheljabinsk weiter zu den sibirischen Metropolen Omsk und Nowosibirsk führt. Auch die Bahn-Hauptstrecke von Moskau über Samara in Richtung Sibirien führt durch den Bahnhof der Stadt, der oft auch von Fernzügen für einen Zwischenstopp oder Loktausch bei der Uralüberquerung genutzt wird. Der öffentliche Personennahverkehr besteht nur aus einigen Buslinien, eine seit 1973 bestehende Straßenbahnstrecke dient lediglich zu Testzwecken der in der Stadt gebauten Bahnen, hatte bis 1995 aber auch öffentlichen Linienverkehr.

## Bildung und Kultur
In der Stadt existiert eine technische Fakultät der Universität Tscheljabinsk. Ansonsten gibt es ein Polytechnikum und eine Berufsschule. Das kulturelle Angebot ist, wie auch in den meisten anderen russischen Kleinstädten, nicht dicht gesät: Außer zwei Kinos existiert nur das in Russland obligatorische „Kulturhaus“ sowie eine Ballettschule.

## Sport
Das Boxteam von Ust-Kataw ist der Vorzeigeverein der Stadt und erlangte zeitweise internationale Bedeutung. Daneben existiert ein Eishockeyteam, das in einer regionalen Liga spielt, sowie ein Fußballverein. In einem Sportkomplex existiert ein Hallenbad. Skisport wird trotz entsprechender Hänge und Schneeverhältnisse in der Umgebung nur von den lokalen Bewohnern betrieben, da es keine diesbezügliche Infrastruktur in der unmittelbaren Umgebung der Stadt gibt.

## Söhne und Töchter der Stadt
- Oļegs Znaroks (* 1963), lettischer Eishockeyspieler